# Ori Barmpas, Klokos, Farangi Selinounta
Ori Barmpas, Klokos, Farangi Selinounta este o arie protejată (arie de protecție specială avifaunistică — SPA) din Grecia întinsă pe o suprafață de 15.716 ha, integral pe uscat.

## Localizare
Centrul sitului Ori Barmpas, Klokos, Farangi Selinounta este situat la coordonatele 38°08′28″N 22°00′09″E / 38.14105°N 22.002487°E.

## Înființare
Situl Ori Barmpas, Klokos, Farangi Selinounta a fost declarat arie de protecție specială avifaunistică în februarie 1997 pentru a proteja 39 de specii de animale.

## Biodiversitate
Situată în ecoregiunea mediteraneană, aria protejată nu include niciun habitat protejat.
La baza desemnării sitului se află mai multe specii protejate de  păsări (39): uliu cu picioare scurte (Accipiter brevipes), fluierar de munte (Actitis hypoleucos), pescăruș albastru (Alcedo atthis), fâsă-de-câmp (Anthus campestris), lăstunul mare (Apus apus), stârc cenușiu (Ardea cinerea), buha (Bubo bubo), șorecarul comun (Buteo buteo), ciocârlie-cu-degete-scurte (Calandrella brachydactyla), caprimulg (Caprimulgus europaeus), șerpar (Circaetus gallicus), prepeliță (Coturnix coturnix), lăstun de casă (Delichon urbicum), ciocănitoare cu spate alb (Dendrocopos leucotos), egretă mică (Egretta garzetta), Emberiza caesia, presură de grădină (Emberiza hortulana), Falco eleonorae, șoim călător (Falco peregrinus), vânturel de seară (Falco vespertinus), Ficedula semitorquata, lișiță (Fulica atra), becațină comună (Gallinago gallinago), piciorong (Himantopus himantopus), Hippolais olivetorum, rândunică (Hirundo rustica), sfrâncioc roșiatic (Lanius collurio), Leiopicus medius, ciocârlie de pădure (Lullula arborea), prigoare (Merops apiaster), codobatura galbenă (Motacilla flava), grangur (Oriolus oriolus), vrabie negricioasă (Passer hispaniolensis), viespar (Pernis apivorus), lăstun de mal (Riparia riparia), turturică (Streptopelia turtur), Sylvia ruppeli, Tachymarptis melba, fluierarul de zăvoi (Tringa ochropus)
Pe lângă speciile protejate, pe teritoriul sitului au mai fost identificate 5 specii de plante, 3 specii de păsări.